# Catherine Gibson
Catherine Gibson (Reino Unido, 21 de marzo de 1931-25 de junio de 2013) fue una nadadora británica especializada en pruebas de estilo libre media distancia, donde consiguió ser medallista de bronce olímpica en 1948 en los 400 metros.

## Carrera deportiva
En los Juegos Olímpicos de Londres 1948 ganó la medalla de bronce en los 400 metros estilo libre, con un tiempo de 5:22.5 segundos, tras la estadounidense Ann Curtis y la danesa Karen Harup.
Y en el campeonato europeo de Monte Carlo de 1947 ganó tres medallas: plata 100 metros espalda y 400 metros libre, y bronce en relevos de 4x100 metros libre.